# Pretty in Pink (singolo)
Pretty in Pink è un singolo del gruppo musicale britannico The Psychedelic Furs, pubblicato nel 1981 come estratto dal loro album Talk Talk Talk.

## Descrizione
Il nome del brano, nella lingua originale, ha ispirato il titolo del film Bella in rosa di Howard Deutch del 1986 per cui i Psychedelic Furs la riarrangiarono per l'occasione nello stesso anno e venne poi contenuta all'interno della colonna sonora della pellicola.
Prodotta da Steve Lillywhite (storico produttore di U2, Simple Minds, Talking Heads, Ultravox, Rolling Stones tra gli altri), il brano parla di due donne che lo stesso Richard Butler conosceva quando viveva a Muswell Hill, nella zona nord di Londra. Una era amica della sua ex ragazza, mentre l'altra frequentava un pub che frequentava lui. Tuttavia, la Caroline menzionata nel testo è un nome inventato e le ragazze non hanno l'età delle superiori, nonostante il film che porta il suo nome abbia fatto pensare ad alcuni che fosse così. "La canzone parla di una ragazza che va a letto con molti uomini e pensa di essere popolare per questo. In un certo senso, questo la fa sentire forte e popolare, e infatti le persone con cui va a letto ridono di lei alle sue spalle e parlano male di lei", disse in merito Butler.

## Tracce
7" 1981
1. Pretty In Pink – 3:57 (The Psychedelic Furs)
2. Mack The Knife – 4:18 (testo: Bertold Brech, Marc Blitzstein (traduzione) – musica: Bertold Brecht, Kurt Weill)

Durata totale: 8:15
12" 1981
1. Pretty In Pink – 3:57 (The Psychedelic Furs)
2. Mack The Knife – 4:18 (testo: Bertold Brech, Marc Blitzstein (traduzione) – musica: Bertold Brecht, Kurt Weill)
3. Soap Commercial – 2:55 (The Psychedelic Furs)

7" promo USA 1981
1. Pretty In Pink – 3:57 (The Psychedelic Furs)
2. No Tears – 3:18 (testo: Bertold Brech, Marc Blitzstein (traduzione) – musica: Bertold Brecht, Kurt Weill)
3. A Psychedelic Furs Commercial (The Psychedelic Furs)

7" UK 1991
1. Pretty In Pink
2. Heaven

7" (x2) UK 2017
1. Pretty In Pink (Original) – 3:58
2. Pretty In Pink (86 Version) – 4:10
3. Pretty In Pink (Berlin Mix) – 6:47
4. Pretty In Pink (Dub) – 3:22

Durata totale: 18:17

## Classifiche
| Classifica (1981)    | Posizione massima |
| -------------------- | ----------------- |
| Regno Unito          | 43                |
| Classifica (1986)    | Posizione massima |
| Regno Unito          | 18                |
| US Billboard Hot 100 | 41                |
| US Cash Box Top 100  | 42                |
| Irlanda              | 22                |
| Canada               | 61                |

## Formazione
- Richard Butler - voce
- John Ashton - chitarra ritmica
- Roger Morris - chitarra solista
- Tim Butler - basso
- Duncan Kilburn - sassofono, tastiere
- Vince Ely - batteria